# Adonisea bieneri
Adonisea bieneri är en fjärilsart som beskrevs av Hans Rebel 1926. Adonisea bieneri ingår i släktet Adonisea och familjen nattflyn. Inga underarter finns listade i Catalogue of Life.